# Đào tạo tại chức
Đào tạo tại chức là loại hình đào tạo dành cho đại đa số người vừa học vừa làm để hoàn thiện kiến thức chuyên môn hoặc muốn học thêm một ngành khác với ngành mình đang làm. Học tại chức thường học buổi tối, chương trình học cũng giống như Đại học chính quy. Bằng được cấp là bằng tại chức.
Tên gọi đại học tại chức này được xuất phát từ các chương trình "chính sách" của ta sau ngày giải phóng để tạo điều kiện học tập cho những cán bộ đã phải "hy sinh" việc học của họ vào cuộc chiến đấu. Hoà bình rồi, việc tạo điều kiện để họ tiếp tục học tập là lẽ đương nhiên và công bằng. Hiện nay, phần lớn các chương trình đào tạo được chúng ta gọi là "tại chức" hiện nay, đều là những chương trình đào tạo "không chính quy".

## Đào tạo Tại chức
Chương trình tại chức trình độ Đại học hoặc cao đẳng được các trường xây dựng trên cơ sở chương trình hệ chính quy. Nội dung chương trình tại chức phải bảo đảm các yêu cầu về nội dung của chương trình hệ chính quy cùng trình độ đào tạo.
Các trường tổ chức đào tạo theo khoá học, năm học. Khoá học là thời gian để sinh viên hoàn thành một chương trình cụ thể. Thời gian hoàn thành một chương trình theo hình thức đào tạo tại chức phải dài hơn so với chương trình đó ở cùng trình độ hệ Đại học chính quy từ nửa năm đến một năm.
Căn cứ khối lượng kiến thức quy định cho các chương trình, Hiệu trưởng phân bổ số học phần cho từng năm học, từng học kỳ.
Đầu khoá học, trường phải thông báo công khai về nội dung và kế hoạch học tập của từng chương trình; quy chế đào tạo; nghĩa vụ và quyền lợi của sinh viên, phương pháp giảng dạy, hình thức đánh giá, thi, kiểm tra.
Đầu mỗi năm học, trường phải thông báo công khai lịch trình học của từng chương trình trong từng học kỳ, danh sách các học phần bắt buộc và tự chọn, đề cương chi tiết học phần và điều kiện để được đăng ký học cho từng học phần, lịch kiểm tra và thi, hình thức kiểm tra và thi các học phần, giáo trình, tài liệu có liên quan.
Đối với những lớp đào tạo theo hợp đồng đặt lớp tại cơ sở giáo dục địa phương là trường đại học, trường cao đẳng, trường trung cấp, trung tâm giáo dục thường xuyên cấp tỉnh, Hiệu trưởng căn cứ vào điều kiện tổ chức đào tạo cụ thể để quyết định lịch trình học cho phù hợp.
Thời gian tối đa được phép học để hoàn thành chương trình bao gồm thời gian quy định cho chương trình quy định tại khoản 1 Điều này, cộng với thời gian tối đa sinh viên được phép tạm ngừng học quy định tại điểm a khoản 4 Điều 12 và Điều 13 của Quy chế đào tạo Đại học và cao đẳng hệ tại chức.